# Heinrich Korschan
Heinrich Leo Korschan (* 24. Oktober 1895 in Ungarisch Brod, Österreich-Ungarn; † 8. Januar 1973) war ein deutscher Direktor bei Krupp, der im Krupp-Prozess als Kriegsverbrecher verurteilt wurde.

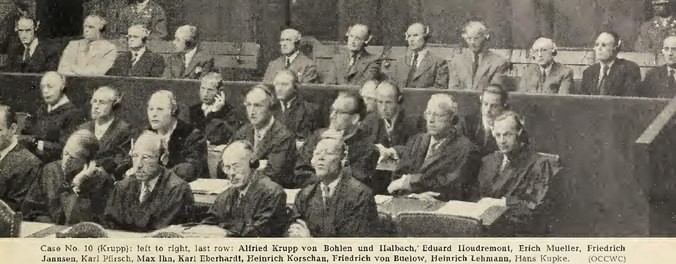
Korschan (4. von rechts) auf der Anklagebank

## Leben
Der Ingenieur Korschan, Inhaber zweier Doktortitel (Dr. mont. und Dr.-Ing.), trat am 1. April 1927 sein Anstellungsverhältnis bei der Gussstahlfabrik der Friedrich Krupp A.G. an. Bei Krupp machte er rasch Karriere: Anfang Juli 1931 wurde er Handlungsbevollmächtigter, am 1. Juli 1932 Betriebsdirektor und Prokurist und Anfang Oktober 1938 stellvertretender Direktor.
Nach der Machtübergabe an die Nationalsozialisten trat Korschan, seit 1930 deutscher Staatsbürger, der NSDAP zum 1. Mai 1933 bei (Mitgliedsnummer 3.419.293). Er gehörte zudem der NSV an und wurde zum Wehrwirtschaftsführer ernannt. Korschan war verheiratet, das Paar hatte zwei Kinder. Von November 1939 bis November 1943 bewohnte Familie Korschan die Villa des emigrierten Richard Hessberg in Essen-Bredeney.
Während des Zweiten Weltkrieges wurde Korschan im Frühjahr 1941 bei Krupp schließlich stellvertretendes Vorstandsmitglied und war für den Geschäftsbereich Stahlbetriebe des Unternehmens zuständig. Von Juni 1941 bis März 1942 war Korschan als Oberkriegsverwaltungsrat zur Wehrmacht einberufen und war danach als Beauftragter für Krupp-Unternehmungen in Ost- und Südosteuropa tätig. Im April 1943 übernahm er als stellvertretendes Vorstandsmitglied den Geschäftsbereich „Leiter der Betriebe im Osten“ und wurde im Juni 1943 Vorstandsvorsitzender der Fried. Krupp Berthawerk A.G. in Markstädt bei Breslau. Nach Umwandlung der AG in ein Familienunternehmen war er ab Mitte Dezember 1943 stellvertretendes Direktoriumsmitglied. Korschan war Träger des Kriegsverdienstkreuzes 2. Klasse. Er war Mitglied im Verein Deutscher Eisenhüttenleute. Er gehörte auch dem Verein Deutscher Ingenieure (VDI) an. Dieser zeichnete ihn 1936 mit dem VDI-Ehrenring aus.
Nach Kriegsende wurde Korschan mit elf weiteren Beschuldigten im Krupp-Prozess, der Teil der Nürnberger Prozesse war, angeklagt und wegen der Beteiligung am Zwangsarbeiterprogramm am 31. Juli 1948 zu einer sechsjährigen Haftstrafe verurteilt. Anfang Februar 1951 wurde Korschan aus dem Kriegsverbrechergefängnis Landsberg entlassen. Er lebte danach wieder in Essen-Bredeney.